# Euphorbia fortuita
Euphorbia fortuita är en törelväxtart som beskrevs av A.C.White, R.A.Dyer och Boyd Lincoln Sloane. Euphorbia fortuita ingår i släktet törlar, och familjen törelväxter.
Artens utbredningsområde är KwaZulu-Natal. Inga underarter finns listade i Catalogue of Life.